# Sal Rei

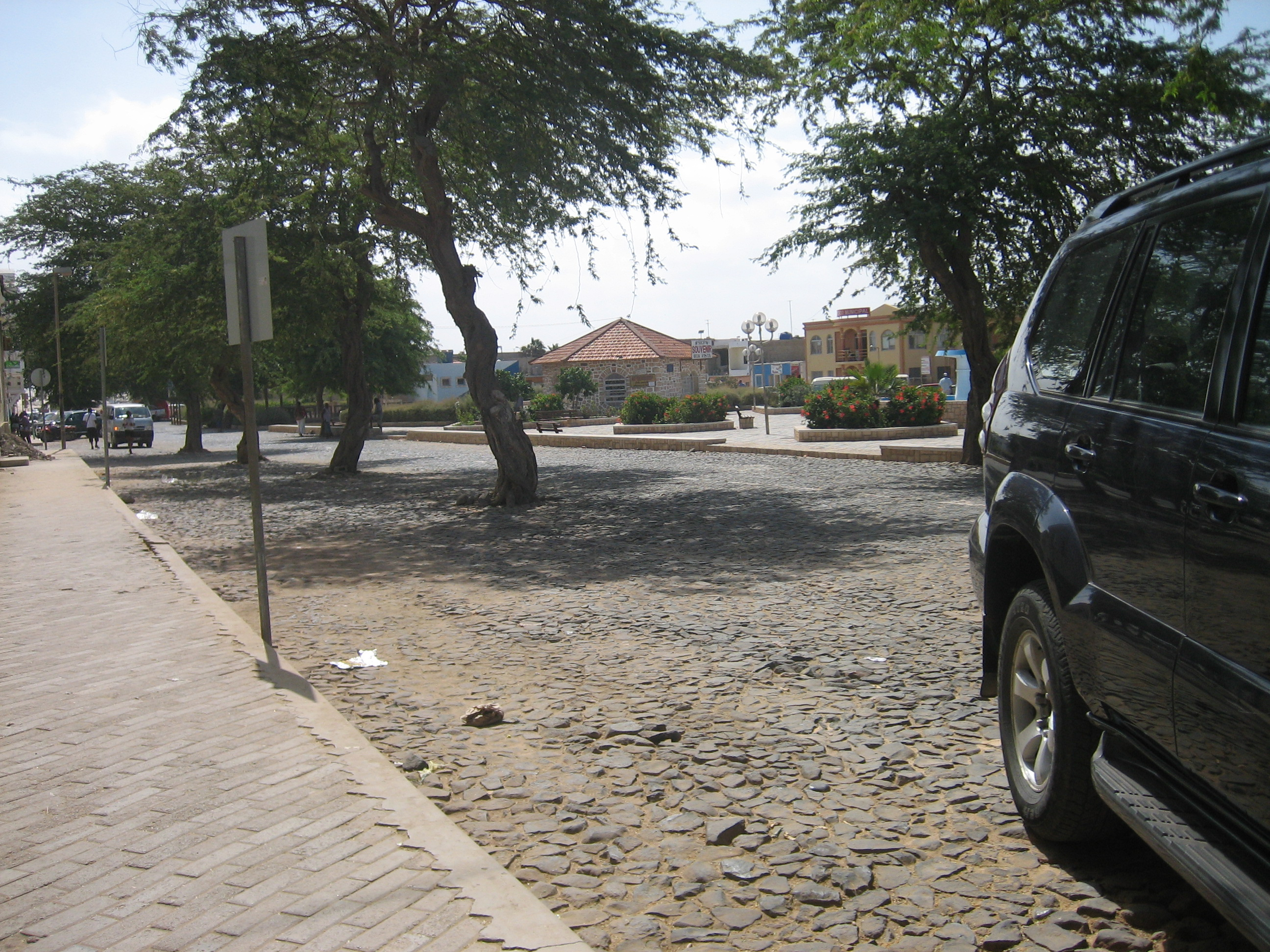
Praça de Santa Isabel, der historische Stadtkern von Sal Rei

Sal Rei (portugiesisch Salz-König, wegen der Salzvorkommen) ist eine Stadt im Nordwesten der Insel Boa Vista im Südosten der Kapverdischen Inseln und dient als Bezirks- wie als Inselhauptstadt. Die Stadt ist die mit 10.936 Einwohnern (Zensus 16. Juni 2021) größte Kommune der Kapverden aus dem 18. Jahrhundert nach Cidade Velha.
Sal Rei ist an den Inselhighway an- und damit mit den Orten Rabil und dem nächstgelegenen Norte verbunden. Westlich liegt die Insel Sal Rei, die teils sandig, teils grasbewachsen ist. Nördlich und nordöstlich liegen Berge und noch weiter im Norden die Ponta do Sol und das Cabo Santa Maria. Um Sal Rei herum liegt eine Ebene und im Süden der Praia da Chave, der als Stadtstrand dient. Das Land ist sehr trocken, es ist felsig und unkultiviert und es gibt wenige Farmen in der Gegend des Ortes.
Die Straßenverhältnisse sind bescheiden; Hotels, Restaurants und Bars bilden den Haupterwerbszweig nach der Landwirtschaft und anderen Kleinbetrieben. Die Gebäude liegen hauptsächlich an der Bucht. Es gibt ein Fußballteam namens Académica Sal-Rei.
Teile der Bevölkerung haben die Insel in Richtung anderer Inseln und in alle Welt verlassen. Die Einkommensverhältnisse sind bescheiden bis ärmlich.

## Bevölkerungsentwicklung
- 1991 (Zensus vom 23. Juni): 1.522
- 2000 (Zensus vom 16. Juni): 1.995
- 2004 (Schätzung 1. Januar): 2.122
- 2021 (Zensus von 16. Juni): 10.936

## Varia
Sal Rei hat eine Schule/Kollegiat, die einzige Mittelschule der Insel und ein Gymnasium, Kirchen, Banken und einige Praças (v. a. Kirchplätze).

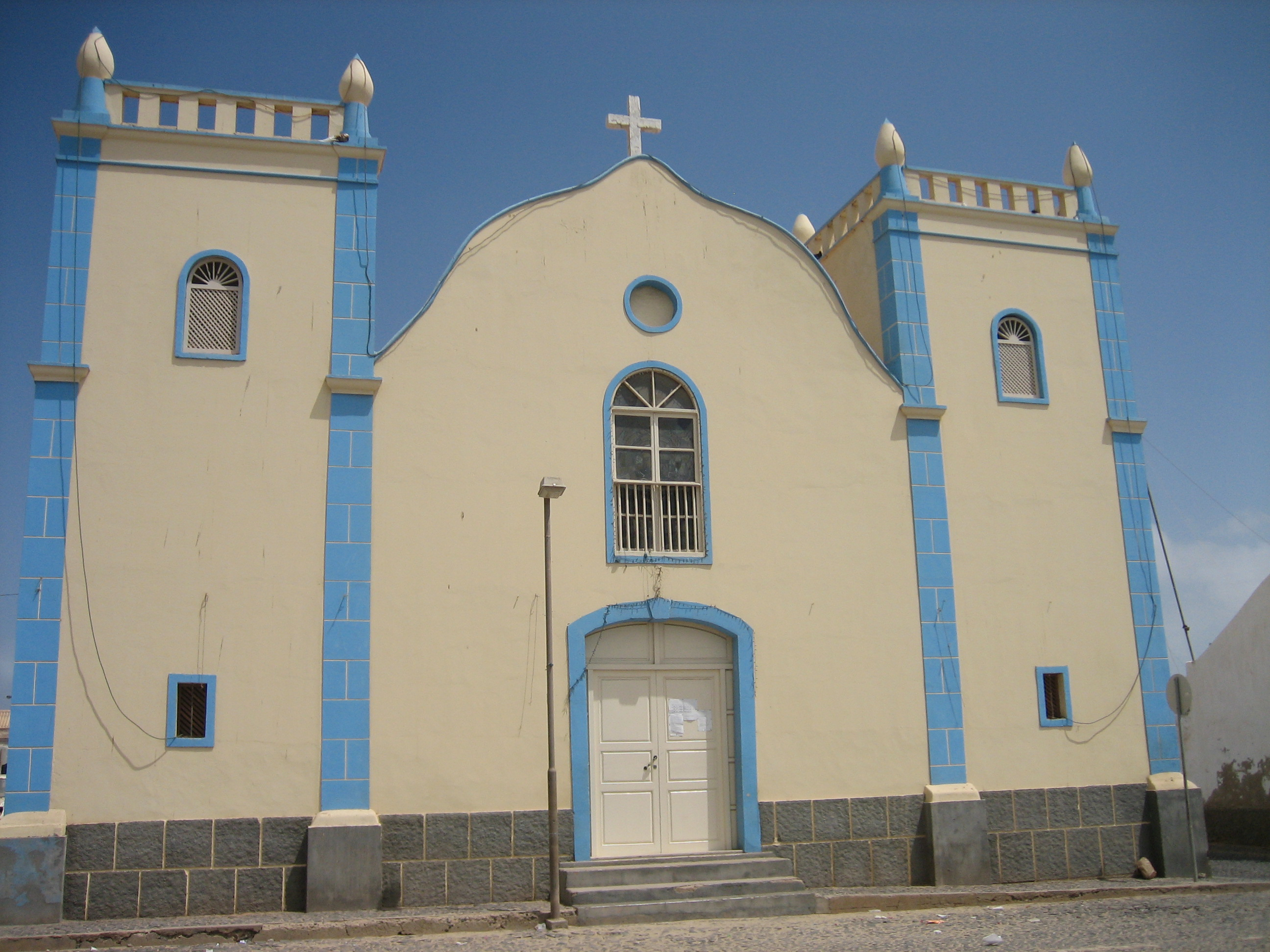
Die Igreja de Santa Isabel im Stadtzentrum